# Tyfloservis
Tyfloservis, o.p.s. je česká nezisková organizace, která od roku 1991 pomáhá lidem se zrakovým postižením získat potřebné informace a praktické dovednosti, díky nimž mohou žít samostatněji a nezávisleji na cizí pomoci. Terénní a ambulantní služby poskytuje zdarma prostřednictvím sítě 13 krajských středisek. Tyfloservis založil PhDr. Josef Cerha, který za své zásluhy v oboru získal několik ocenění, jako Cenu veřejnosti Výboru dobré vůle – nadace Olgy Havlové, která mu byla na základě veřejného hlasování udělena v roce 2019.